# Il capitano degli ussari
Pour plus de détails, voir Fiche technique et Distribution.
Il capitano degli ussari est un film italien, sorti en 1940.

## Synopsis
Varady, ancien capitaine des hussards, est convoqué en urgence par ses sœurs dans le domaine familial situé dans la campagne hongroise. Son fils, qui étudie à Budapest, a eu des ennuis, accumulant de nombreuses dettes. Varady, une fois arrivé dans la capitale hongroise, se livre à une vie sauvage avec son fils et dilapide l'argent que ses sœurs lui ont confié. Le fils est amoureux d'une danseuse et Varady, dès qu'il la voit, reconnaît la femme qu'il aimait quand, en tant que capitaine, il était en poste à Budapest. Elle aussi lui avoue qu'elle l'aime toujours mais avant de l'épouser, Varady va devoir composer avec son fils et ses sentiments.

## Fiche technique
- Titre : Il capitano degli ussari
- Réalisation : Sándor Szlatinay
- Scénario : Sándor Szlatinay, Luigi Zampa, Sándor Hunyady et Carlo Veneziani
- Photographie : Ugo Lombardi
- Musique : Edoardo De Risi
- Pays de production : Royaume d'Italie
- Format : Noir et blanc - 1,37:1 - Mono
- Date de sortie : 1940

## Distribution
- Clara Tabody : La ballerina
- Enrico Viarisio : Varady
- Paolo Viero : son fils
- Pina Gallini : la première tante
- Lola Braccini : la seconde tante
- Arturo Bragaglia
- Luigi Pavese
- Carlo Romano
- Aroldo Tieri